# Gil Roger Duval
Gil Roger Duval (Xelva, 1823 - Conca, 1907) va ser un comerciant i polític valencià de mitjans del segle xix, diputat i senador a Corts.

## Biografia
D'origen humil, començà a treballar com a comerciant de teles i va fer fortuna transportant fusta des dels boscos de Conca pels rius Xúquer i Túria fins a València. Va tenir magatzems de fusta a Madrid, Conca, Toledo, La Roda, Menjíbar, Aranjuez, Alacant i València, que després transformà en serreries per a transformar-la en caixes per a taronges i tabac. Mercè els seus contactes polítics i la confiança del general Prim va rebre la concessió del ferrocarril de València a Conca i la seva fama com home de negocis va fer que el mateix Prim li confiés els seus interessos industrials a Andalusia.
Participà en política dins del Partit Progressista des de 1849, amb el que fou primer regidor i després alcalde de Xelva. Durant el bienni progressista fou capità de la Milícia Nacional a Conca, i posteriorment va donar suport els diversos aixecaments del general Prim previs a la revolució de 1868.
Fou elegit diputat per Xelva a les eleccions generals espanyoles de 1871, i després de l'assassinat de Prim i la descomposició del Partit Progressista va donar suport Práxedes Mateo Sagasta i Antonio Romero Ortiz primer en el Partit Constitucional i després en el seu successor, el Partit Liberal Fusionista, amb el que fou escollit senador el 1881, 1886 i 1893-1894. El 1874 també fou durant un temps governador civil de València.
L'advocat i polític liberal, Gil Roger Vázquez (1862 — 1940), va ser el seu fill, que és conegut per la seva obra Regionalismo práctico i pel fet que fou elegit diputat en les eleccions generals espanyoles de 1905 i 1910.